# Klyment (Šmyhelskyj)
Klyment (světským jménem: Taras Vasylovyč Šmyhelskyj; * 25. května 1980, Stebnyk) je ukrajinský duchovní Ukrajinské pravoslavné církve Moskevského patriarchátu, biskup borivský a vikář kyjevské eparchie.

## Život
Narodil se 25. května 1980 v Stebnyku. V říjnu 1991 byl jeho otec vysvěcen na kněze a určen pro službu v chersonské eparchii.
Po střední škole nastoupil do Počajivského duchovního semináře. Dne 16. dubna 2006 byl v Kyjevskopečerské lávře metropolitou kyjevským Volodymyrem (Sabodanem) rukopoložen na diákona a 7. července 2007 arcibiskupem argentinským Platonem (Udovenkem) na jereje. Po vysvěcení působil v Kyjevě, kde roku 2009 dokončil Kyjevskou duchovní akademii.
Roku 2011 dokončil magisterský titul teologie na Užhorodské bohoslovecké akademii a 10. listopadu přijal mnišský postřih se jménem Klyment na počest svatého Klementa I. Dne 30. dubna 2013 byl povýšen na archimandritu.
Dne 20. března 2023 byl jmenován představeným Desátkovského monastýru v Kyjevě.
Dne 10. dubna 2024 jej Svatý synod Ukrajinské pravoslavné církve zvolil biskupem borivským a vikářem kyjevské eparchie. Biskupská chirotonie proběhla 21. dubna v Kyjevskopečerské lávře. Hlavním světitelem byl metropolita kyjevský a celé Ukrajiny Onufrij (Berezovskyj).